# 玉带生砚
玉带生砚是中国南宋名臣文天祥生前所用的砚台之一，用端溪县（今德庆县附近）老坑石材制成。因砚整体呈鞋形，也称履砚。砚台整体呈紫灰色，周边有一圈白色环绕纹理，从而得名“玉带生”。砚堂与墨池相连，极为朴素。“玉带生”三字篆刻于墨池正上方，周侧有篆书精刻文天祥所做的砚铭，砚背镌有乾隆为其所做的《御制玉带生歌》。

## 历史
据传，玉带生砚本屬南宋诗人刘辰翁，劉赠予文天祥。宋景炎二年（1277年）文天祥将此砚台贈予其幕府參謀谢翱。元军俘获文天祥后，此砚便随谢翱輾轉江南。元元贞元年（1295年）谢翱逝世，葬于江浙严子陵钓台，砚台下落不明。至正十六年（1356年）睦州司理杨维祯在拜谒严子陵祠和凭吊谢翱荒冢时，无意发现了失传已久的玉带生砚。杨大喜，并做《玉带生传》。元末战乱，杨维桢避乱于海上，逝世后砚台再次失踪。清康熙年间，江苏布政使宋荦从民间购得几经辗转的玉带生砚。后又传入宫中，为乾隆帝所珍爱，藏于三希堂内。乾隆赋《御制玉带生歌》一首，镌刻于砚背。后又成《御铭》、《御识》等作，分别刻于砚台下方及盛装的黑色木漆盒两侧。其中可以见到“激切尽节易，从容尽节难”这样的词句，表明了乾隆对文天祥气节的赏识。不久后，玉带生砚再次流落民间。盖因战火导致砚台迁至台湾，后藏于國立故宮博物院。

## 款識

#### 硯背：御製詩文
「玉帶生歌。玉帶生,端人也，事文丞相，為文墨賓。神工踏雲割寒玉，追追琢琢虯盤綠。曾為信國席上珍，墨瀋猶疑血淚哭。樂作午潮事已非，玉帶生從信國歸。海濱戰?門生散，玉帶生為信國伴。嗟爾玉帶生！我獨歎爾卓爾皓潔！胡為乎？卻笑褚淵犬不如。此予潛邸時書窗日課也，近檢閱懋勤殿舊物，則玉帶生宛在。既為之銘，復泐歌於此。乾隆甲午嘉平月御識。」

#### 硯面：題銘
「玉帶生」

#### 硯緣：詩文
「紫之衣兮綿綿，玉之帶兮僯僯，中之藏兮淵淵，外之澤兮曰宣。鳴呼！磨爾心之堅兮，壽吾文之傳兮。盧陵文天祥製。」

#### 硯緣：御製詩文
「激切盡節易，從容盡節難，窮北再經寒暑。卓乎匪石之志，見於正氣之偏。日月爭光，泥而弗滓，玉帶長生，履善不死。乾隆御銘。」

## 相关
- 杨维祯获此砚后以其为蓝本做《玉带生传》，小说中所描述的主人公形象即着紫衣佩玉带[6]。
- 清初文人朱彝尊拓有玉带生砚的砚铭，藏于北京故宫博物院内[1]。另为此赋诗《玉带生歌》。